# Rachel (film 1910)
Rachel è un cortometraggio muto del 1910, prodotto dalla Kalem Company e interpretato da Alice Joyce e George Melford. Il regista non viene citato nei titoli.

## Trama
La storia è ambientata nelle campagne russe. Il figlio di un principe conosce e si innamora di Rachel, una bella e giovane contadina, figlia di un pastore che lavora nella tenuta di suo padre. Il principe caccia via il pastore, ritenendosi offeso dall'uomo. Questi, allora, si unisce a frange estremiste di nichilisti. Il principe muore e i nichilisti organizzano un attentato contro la vita del nuovo principe. Rachel, che non ha mai saputo che il suo innamorato era in verità il figlio del principe, accetta la missione. Sarà lei a infiltrarsi nel palazzo e a uccidere il principe. Ma, riconosciuto l'amante, gli confessa ciò che stava per fare. Il giovane la lascia andare libera. Lei torna dai cospiratori: si rende conto del destino che l'aspetta e, prima di raggiungere gli altri, si suicida.

## Produzione
Il film fu prodotto dalla Kalem Company nel 1910.

## Distribuzione
Il film - un cortometraggio in una bobina - uscì nelle sale il 7 dicembre 1910, distribuito dalla General Film Company.